# Stepan Valerianovič Balmašëv
Stepan Valerianovič Balmašëv, in russo Степан Валерианович Балмашёв? (Pinega, 15 aprile 1881, 3 aprile del calendario giuliano – Šlissel'burg, 16 maggio 1902, 3 maggio secondo la vecchia datazione), è stato un rivoluzionario russo, autore del primo atto terroristico dell'Organizzazione di combattimento del Partito socialista-rivoluzionario, per conto della quale uccise il 15 aprile 1902 il ministro per gli Affari Interni Dimitrij Sipjagin. Condannato a morte, rifiutò di chiedere la grazia, nonostante gli fosse stato assicurato che, per questa via, sarebbe stato perdonato dallo zar Nicola II e avrebbe avuta salva la vita.

## Biografia

### Famiglia e formazione
È difficile sottrarsi alla tentazione di non interpretare le contingenze che Stepan Balmašëv sia venuto alla luce proprio il medesimo giorno dell'impiccagione di Željabov e degli altri pervomartovcy e nella famiglia di un esiliato politico, come segni premonitori di quello che sarebbe stato il suo destino.
Il padre, Valerian Aleksandrovič Balmašëv, nato a Saratov nel 1853, apparteneva alla nobiltà ereditaria e si era avvicinato al movimento rivoluzionario negli anni dell'università, frequentata a Mosca. Arrestato il 30 aprile 1876 per propaganda socialista tra gli operai, fu tenuto in carcere fino a febbraio del 1879, quando fu condannato a cinque anni di confino nel governatorato di Arcangelo, prima a Cholmogory e poi a Pinega, dove sposò Marija Nikolaevna, di professione levatrice e dove, il 3 (15) aprile 1881, nacque Stepan, colui che sarebbe stato il suo unico figlio e così chiamato in onore dell'amico Širjaev, rinchiuso nel rivellino Alekseevskij. Nella primavera del 1884, Valerian Aleksandrovič fece ritorno a Saratov con la famiglia e trovò impiego come bibliotecario del circolo commerciale. Ma fu in realtà un educatore che aiutò i giovani nello sviluppo spirituale, intellettuale e morale, trasmettendo loro il culto per la libertà. Collaborò anche con la società di mutua assistenza dei tipografi di Saratov, e condusse tra gli operai un importante lavoro divulgativo.

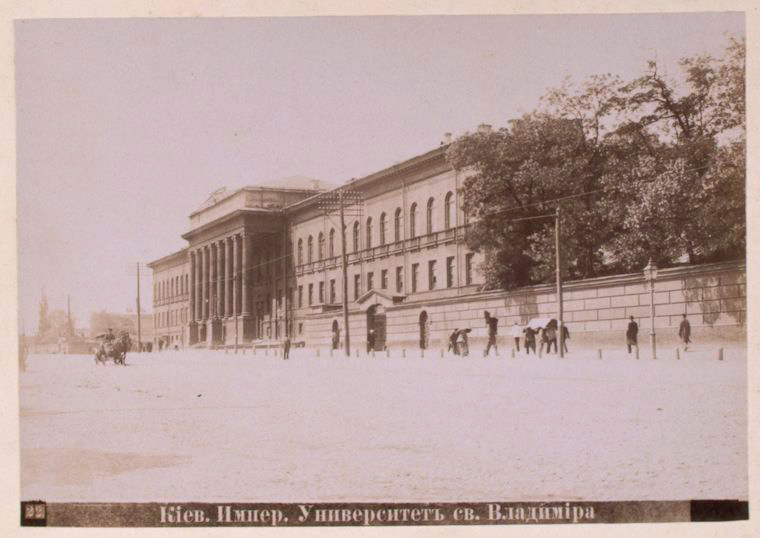
Università Imperiale San Vladimir di Kiev

Sappiamo da una lettera, datata 22 giugno (4 luglio) 1897, di Valerian Aleksandrovič a un conoscente, che il figlio era già registrato in settima classe al liceo di Saratov e che godeva di una borsa di studio, del valore di 250 rubli mensili, istituita per i figli dei nobili bisognosi da Sergej Vasil'evič Kolyčev (1791-1836), eroe della campagna di Russia del 1812, per testamento, con le rendite provenienti dai suoi beni fondiari. Stepan studiava con profitto e il padre affermava di sentirsi tranquillo in merito al suo futuro, non avendo dubbi che, nell'eventualità di una sua prematura dipartita, il ragazzo sarebbe riuscito ugualmente a laurearsi. Raccontava poi che Stëpka — affettuoso vezzeggiativo di Stepan — gli rassomigliava nel carattere e, a commento dell'orgogliosa dichiarazione, citava la richiesta, fattagli e accolta, di preparare durante l'estate un'allieva o un allievo, gratuitamente, non volendo, lui che poteva usufruire di un sussidio, «guadagnare dai poveri». E ora stava istruendo «la sorella nubile di un fabbro» a casa della stessa, in un villaggio vicino che raggiungeva in treno.
Conclusi gli studi ginnasiali, nel 1899, Stepan s'iscrisse all'università di Kazan', e quello stesso anno il padre subì nuovamente un provvedimento d'esilio, che lo confinò nel governatorato di Vjatka, per la sua attività di educatore-propagandista nell'ambiente operaio. Era, all'epoca, il giovane Balmašëv, impegnato a costruirsi una propria opinione politica e prese a guardare al marxismo e al populismo con animo critico. L'anno successivo si trasferì all'Università Imperiale San Vladimir di Kiev, continuando sempre il suo percorso di maturazione ideologica, che lo vide progressivamente allontanarsi dalla ricerca teorica per approdare alla necessità della lotta frontale e immediata contro il regime autocratico. All'università prese parte attiva e direttiva nelle agitazioni studentesche che scossero il paese, a cavallo tra il XIX e il XX secolo, e che spinsero il ministro dell'Istruzione, Bogolepov (1846-1901), a minacciare i responsabili dei disordini di espulsione e di invio sotto le armi.
La minaccia si tramutò in un provvedimento che colpì centottantatré studenti di Kiev, uno dei quali fu giustappunto Stepan Balmašëv, espulso il 7 (20) dicembre 1900, e ventisette, di San Pietroburgo. Il 23 gennaio (5 febbraio) 1901 Balmašëv fu arrestato e, dopo due mesi di reclusione, inviato al servizio militare. La misura punitiva darà il via a una nuova ondata di disordini che coinvolgeranno diverse università e contribuiranno a radicalizzare gran parte della gioventù russa.
A luglio, Stepan fu esonerato dal servizio militare che aveva svolto a Roslavl', per effetto della politica di distensione, detta di «cordiale tutela», introdotta dal generale Vannovskij (1822-1904), il successore di Bogolepov all'Istruzione, ucciso il 14 (27) febbraio dall'ex studente Pёtr V. Karpovič (1874-1917), il quale aveva agito a titolo personale. Balmašëv tentò allora di essere ammesso all'università di Charkiv, ma non fu accettato a causa dei suoi trascorsi politici. Nel breve periodo di permanenza in città, era tuttavia riuscito ad allacciare legami con le locali organizzazioni rivoluzionarie e a lavorare nei circoli operai, sia socialdemocratici che social-rivoluzionari, non ravvisando in questo modo di condursi nulla di contraddittorio, per la sostanziale convergenza osservata in entrambi i programmi. Di ritorno a Kiev fu, con sua sorpresa, riammesso all'università nel mese di settembre.

### L'«Organizzazione di combattimento del partito socialista-rivoluzionario» e l'assassinio di Sipjagin

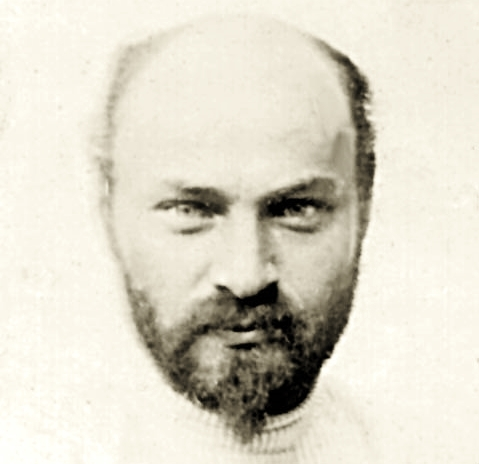
Grigorij Geršuni

In quello stesso frangente, i vari gruppi social-rivoluzionari che intorno alla metà degli anni '90 erano cresciuti localmente, e cioè l'Unione settentrionale dei socialisti-rivoluzionari (Severnyj Sojuz Socialistov-Revoljucionerov), nato da un nucleo originario di Saratov, nel quale erano confluiti gli elementi superstiti del Partito operaio per la liberazione politica della Russia (Rabočaja Partija Političeskogo Osvoboždenija Rossii) di Minsk, distrutto dagli arresti sopravvenuti nell'estate del 1901, e il Partito meridionale dei socialisti-rivoluzionari (Južnuju Partiju Socialistov-Revolucionerov), formatosi dalla fusione dei comitati ucraini, erano in trattative con l'Unione dei socialisti-rivoluzionari all'estero (Zagraničnyj Sojuz Socialistov-Revoljucionerov), apparsa a Berna nel 1894, e con la recente Lega socialista-agraria (Agrarno socialističeskaja Liga), di Viktor Černov, per unire le forze e creare un unico organismo politico.
Il principale mediatore nei colloqui fu Grigorij Geršuni, leader del Partito operaio di Minsk, fuggito all'estero dopo essere stato arrestato e quindi rilasciato per aver sottoscritto una dichiarazione in cui si diceva pentito del suo «fuorviamento» e giurava di abbandonare l'attività cospirativa. Già nel documento programmatico del suo movimento, Libertà (Svoboda), Geršuni aveva scritto che per raggiungere l'obiettivo desiderato e instaurare una democrazia proletaria basata sui principi socialisti, fosse necessario integrare i classici metodi di lotta — propaganda e agitazione — con l'attività terroristica mirata a colpire i pilastri dell'autocrazia, e che a tal fine occorresse costituire una sezione apposita di combattenti disposti a tutto.
Il progetto fu ripreso da Geršuni dopo che l'attentato di Karpovič, preceduto e seguito da manifestazioni studentesche e scioperi operai, non era stato accolto dalla generale riprovazione, sintomo — a suo giudizio — che i rivoluzionari potevano ormai contare sull'appoggio popolare. Quindi in autunno rientrò clandestinamente in Russia, visitò le regioni del Volga e quelle meridionali, per gettare le fondamenta dell'organizzazione combattente e, con ogni probabilità, fu in questo periodo che si stabilirono i primi contatti tra lui e Balmašëv, che aderì all'iniziativa condividendone logiche e finalità. La formazione di un primo nucleo della Boevaja Organizacija Partii Socialistov-Revoljucionerov (Organizzazione di combattimento del Partito dei socialisti-rivoluzionari) precedette dunque l'annuncio della nascita del nuovo partito unitario dei socialisti rivoluzionari, che fu dato a gennaio del 1902 dalla Revoljucionnaja Rossija (La Russia rivoluzionaria).
La teoria del terrore sosteneva che lo scopo di assicurare a tutti gli uomini condizioni di vita migliori non aveva speranze di essere realizzato senza una dura lotta, senza l'eliminazione fisica dei prepotenti, degli artefici della violenza statale. Dal momento che la violenza era il fulcro, il motore della macchina autocratica, la lotta contro il regime non poteva che assumere il carattere della lotta terroristica, della violenza organizzata antigovernativa. La violenza rivoluzionaria come risposta alla violenza dello Stato, godeva, secondo i fautori del terrorismo, della piena giustificazione morale. Se milioni di persone erano oppresse dai rappresentanti dell'autocrazia, non c'era alcun dubbio che i secondi, responsabili delle sofferenze dei primi, dovessero subire il castigo. Questo strumento brutale di lotta era reputato legittimo anche sul piano politico, oltre che su quello etico. Riprendendo un argomento caro ai membri della Narodnaja volja nelle aule dei tribunali, il terrorismo era l'unica e l'ultima forma di lotta in mano ai rivoluzionari per contrastare un governo che né permetteva ai suoi avversari l'uso di mezzi legali di protesta, né aveva volontà alcuna di venire a patti o, quantomeno, di avviare un dialogo con le forze di opposizione. Alla critica avanzata dai socialdemocratici, secondo cui a nessuno è consentito di prendere la vita di qualcun altro, i socialrivoluzionari obiettavano che era «farisaico» negare il terrore e lavorare al tempo stesso per la rivoluzione, giacché essa prende «molte più vite degli atti terroristici».

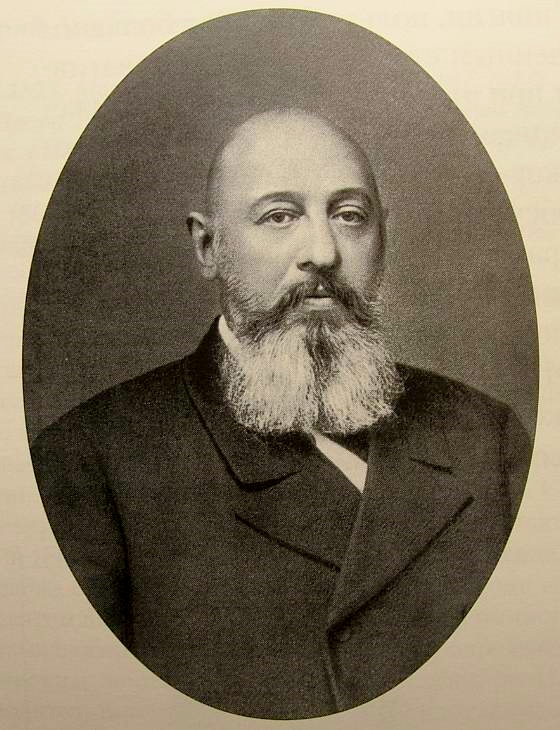
Il ministro per gli Affari Interni Dmitrij Sipjagin

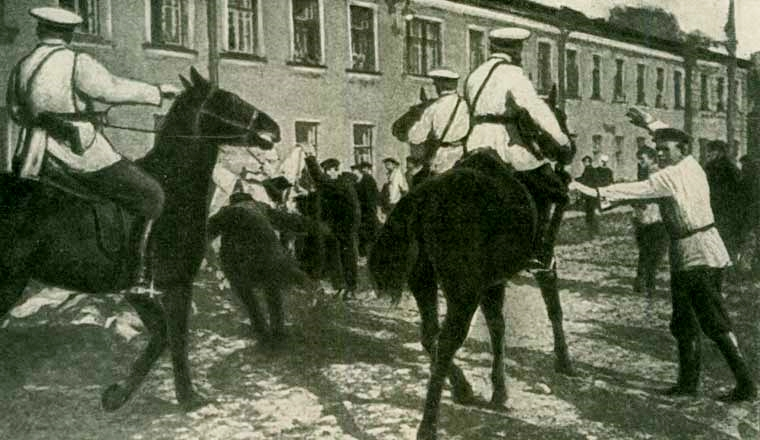
La carica della polizia contro gli scioperanti della fabbrica Obuchov in una foto del 7 (20) maggio 1901

La decisione di uccidere il ministro per gli Affari Interni e capo della gendarmeria, Dmitrij Sipjagin, fu presa da Geršuni in accordo con due altri membri di quella che era stata l'Unione settentrionale dei socialisti-rivoluzionari, Pavel P. Kraft (1870-1907) e Michail M. Mel'nikov (1877-?). A Sipjagin, uno dei maggiori «fustigatori» del regime, il popolo, dalle iniziali del nome, aveva dato l'appellativo «Dikaja Svin'ja» (Maiale Selvaggio), e a parere degli ėsery era, tra «tutti i servi dello zar» quello che con più accanimento cercava il «proiettile» dei rivoluzionari. Aveva proibito ai giornali di parlare della carestia, che sul finire del XIX secolo aveva colpito la Russia, e impedito a chiunque volesse, eccezion fatta per gli apparati statali, di soccorrere gli affamati, preferendo che i contadini morissero di fame pur di scongiurare il pericolo che i socialisti portassero loro col pane pure la propaganda. Aveva ingiunto ai reparti di polizia di massacrare senza pietà tutti gli studenti e i lavoratori che fossero scesi in piazza per chiedere allo zar maggiori libertà. A Mosca, in occasione di una manifestazione, aveva ordinato l'arresto di settecento persone e, per un centinaio, l'esilio amministrativo in Siberia. E a San Pietroburgo, il 7 (20) maggio 1901, la polizia aveva attaccato i lavoratori in sciopero della fabbrica metallurgica Obuchov con le šaški, le fruste, e a colpi di pistola, uccidendo un numero imprecisato di persone, giacché i caduti venivano presi e portati subito via a bordo dei battelli a vapore, e il bilancio ufficiale di tre morti tiene conto solo dei cadaveri rinvenuti sul terreno. Gli arrestati erano stati più di ottocento, quasi tutti poi espulsi dalla capitale, e in sette sarebbero stati condannati a diversi anni di carcere.
Gli ultimi dettagli dell'attentato, la cui esecuzione Geršuni affidò a Balmašëv, furono messi a punto in Finlandia, dopodiché Stepan partì alla volta di San Pietroburgo. Intorno alle ore 13 del 2 (15) aprile 1902, Balmašëv, in tenuta da aiutante di campo e con le spalline da tenente, giunse in carrozza a Palazzo Mariinskij, si presentò nel vestibolo della Sala del Comitato dei Ministri, e chiese di poter conferire con Sipjagin. Appreso che il ministro non era ancora arrivato, Balmašëv attese e, quando lo vide comparire, gli si appressò e gli comunicò di essere latore di un messaggio per lui da parte del granduca Sergej Aleksandrovič. Nell'istante in cui Sipjagin accennò al giovane ufficiale di porgergli il foglio, Stepan fece un passo indietro e gli sparò due colpi che lo ferirono allo stomaco e al collo. Si lasciò quindi arrestare, dopo aver esclamato a voce alta e ferma: «Così si agisce con i nemici del popolo!». Trasportato in ospedale, Sipjagin morì nel giro di pochi minuti.

### Lettera ai genitori

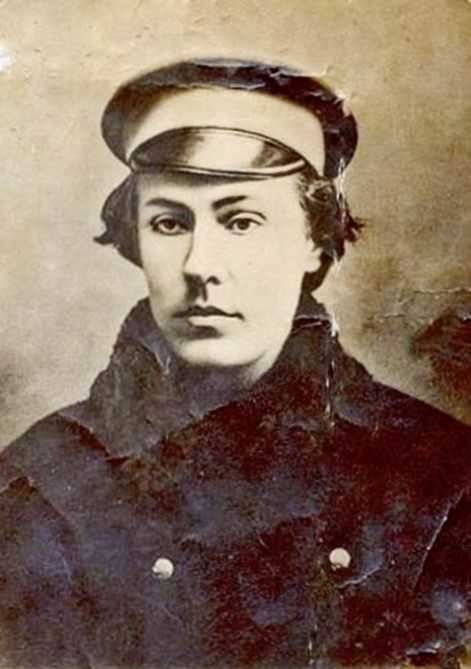
Una cartolina che riproduce una foto di Stepan Balmašëv del 1902

Il giorno 3 (16) aprile, Stepan Valerianovič stese la seguente lettera per i genitori:
« Miei cari! Approfitto di un caso fortuito e vi scrivo poche righe nella speranza che giungeranno fino a voi. L'avvenimento del 2 aprile e il mio coinvolgimento in esso vi hanno probabilmente colpito con acuto dolore e con lo schianto dell'imprevisto.
Ma non scagliatevi su di me con tutto il peso del rimprovero. Le impietose, drammatiche condizioni della vita russa, mi hanno portato a questo gesto, costretto a spargere sangue umano e, soprattutto, a cagionarvi nella vecchiaia l'immeritata sofferenza della perdita dell'unico figlio.
Come sarei immensamente felice ora di aver adempiuto al mio dovere di cittadino, se non mi opprimesse il pensiero del vostro dolore, di quell'angoscia che adesso dovete provare. E tuttavia, nonostante il fatto che il luminoso stato del mio animo e la beata consapevolezza di aver fatto fronte alle istanze della mia coscienza, siano oscurati dall'amarezza del pensiero della vostra afflizione, io, certamente, non sono per niente pentito di quello che ho fatto. Non sarò certo io a spiegarvi l'importanza della lotta contro i rappresentanti più in vista e pericolosi dell'autocrazia. Non sarò io a parlarvi delle inevitabili vittime di questa lotta. La disperata realtà della Russia contemporanea impone di sacrificare non solo i beni materiali, ma sottrae anche ai genitori i loro figli unici. Offro la mia vita in sacrificio per la grande causa di alleviare la triste condizione dei lavoratori e degli oppressi, e questo, io credo, mi dà la giustificazione morale per la crudeltà che ho commesso nei vostri confronti, miei stimati e, fervidamente, amati genitori.
Che la comprensione del significato di questo mio gesto plachi la vostra naturale afflizione genitoriale.
Da ultimo, mi rivolgo a voi con una preghiera, anche se comprendo quanto sia difficile esaudirla. Qualunque cosa mi accada, siate fermi e sereni come me. Forse la vostra quiete passerà a me attraverso le spesse mura della prigione e diminuirà la mia ansia per voi ».
 Il vostro Stepan

### La polemica tra socialisti-rivoluzionari e socialdemocratici su Balmašëv
L'omicidio di Sipjagin, che fu il debutto sulla scena politica dell'Organizzazione di combattimento, fece sul governo «una profonda impressione». Lo zar Nicola II scrisse sul suo diario: «Un triste giorno... È difficile spiegare chi ho perduto in quest'uomo e amico, fidato e devoto». La stampa legale russa, a eccezione di poche testate che lamentavano la scomparsa di Sipjagin, tacque sul tentativo di Balmašëv; non così la stampa nazionale clandestina e quella estera. Per esempio, in Germania, il giornale socialista Vorwärts, il democratico Frankfurter Zeitung, l'organo della sinistra borghese Die Welt am Montag e persino quello della destra, il Berliner Tageblatt, giustificarono, sebbene senza enfasi, l'attentato come un gesto efficace nella lotta contro il dispotismo. In Russia, invece, scoppiò la polemica tra la Revoljucionnaja Rossija e l'Iskra, fogli, rispettivamente, dei socialisti-rivoluzionari e dei socialdemocratici.

Nikolaj Lenin in una foto del 1900

L'Iskra nel № 20 del 1º maggio 1902, in un articolo intitolato «La morte di Sipjagin e i nostri compiti d'agitazione», espresse le sue critiche sulle tattiche terroristiche in termini molto più moderati del solito e fu costretta a riprendere i compagni i quali cominciavano «a dire che le dimostrazioni costano troppo caro e che l'attività terroristica conduce più rapidamente allo scopo». Asserì inoltre, a quanto sembra con l'intento di stornare l'animazione diffusasi nel paese per il gesto di Balmašëv dal Partito dei socialisti-rivoluzionari, che Stepan era un socialdemocratico, membro del circolo di Kiev, e che non era un socialista-rivoluzionario. La Revoljucionnaja Rossija respinse vivamente, nel numero di giugno, la mendace enunciazione e trovò la solidarietà dell'organo indipendente degli studenti rivoluzionari, lo Student, che addusse prove inconfutabili della militanza SR di Balmašëv, inclusa una sua dichiarazione in tal senso. La storia di Kiev era vera ma superata dal successivo e definitivo ingresso nelle file dell'Organizzazione combattente, che ai suoi occhi aveva maggiori attrattive della socialdemocrazia perché lo chiamava subito all'azione.
Lenin scrisse di Balmašëv dopo la sua esecuzione. Ne riconobbe il valore, ma affermò che se i socialdemocratici sapevano «rendere omaggio» al suo eroismo, non potevano ripetere «gli errori dei socialisti-rivoluzionari», vale a dire l'uso dei loro metodi di lotta. E nel № 23 del 1º (14) agosto, analizzava e criticava con puntiglio ogni frase del proclama pubblicato dai socialisti-rivoluzionari all'indomani della morte di Sipjagin. In particolare, alla loro affermazione di «fare appello al terrorismo non in sostituzione del lavoro tra le masse, ma precisamente in nome di questo lavoro e parallelamente a esso», Lenin replicava che il terrorismo rivelava una totale mancanza di fiducia nel movimento popolare, si sostituiva ad esso e si isolava da esso. Né la persuasione dei socialisti-rivoluzionari che il terrorismo infondesse nella gente un più potente anelito alla battaglia, aveva, secondo Lenin, un'evidenza pratica. «″Ogni duello dell'eroe risveglia in tutti noi lo spirito della lotta e dell'ardimento″», ci dicono». Ma, i duelli, «proprio nella misura in cui restano duelli alla Balmašëv, provocano immediatamente solo un trauma passeggero, e successivamente conducono anche all'apatia, all'attesa passiva del prossimo duello».

### Processo ed esecuzione

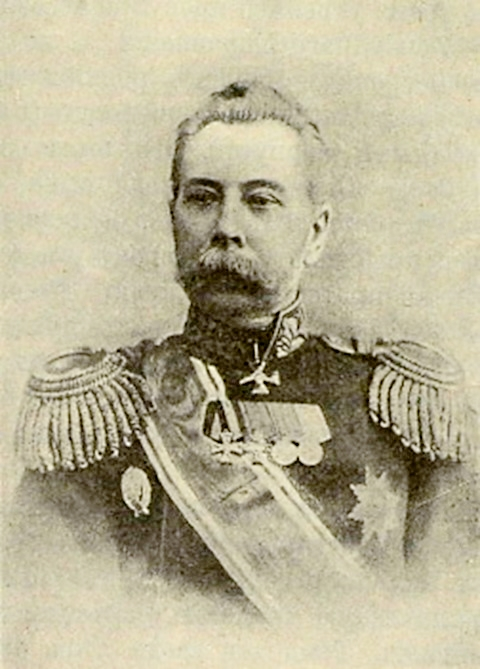
Il procuratore militare, tenente generale Vladimir Pavlov

Alle 11: 00 a. m. del 26 aprile (9 maggio) si tenne, presso il tribunale militare distrettuale di San Pietroburgo, il processo contro l'autore dell'assassinio di Sipjagin. A presiederlo fu il tenente generale barone Osten-Saken, mentre l'accusa fu sostenuta dal procuratore Vladimir P. Pavlov (1851-1906), anch'egli tenente generale e soprannominato il Cerbero dell'autocrazia. Sul principio Balmašëv aveva chiesto la consulenza legale di Nikolaj Karabčevskij (1851-1925), avvocato noto per offrire i suoi servigi ai rivoluzionari, ma questi, occupato a Odessa, non era disponibile, e allora si rivolse al fratello di Ferdinand Lustig (1854-1923), un agente della Narodnaja volja condannato a quattro anni di lavori forzati nello stesso processo che aveva visto imputato il capo dell'organizzazione, Aleksandr Michajlov. L'avvocato Vil'gel'm Lustig, durante la seduta a porte chiuse in cui fu preso in esame il caso di Balmašëv, fece quel che poté per salvarlo. Alla madre del giovane dirà che il figlio si era «comportato superbamente», che aveva parlato «molto bene, in modo convincente».
Ed ecco un frammento di ciò che Balmašëv proclamò davanti alla commissione militare giudicante:
« In mia difesa non ho nulla da dire. Voglio solo rispondere alla vostra domanda su chi sia stato il mio complice, su chi mi abbia aiutato. Il mio complice e aiutante è stato il governo russo. Non nego di aver diretto, in passato, ancora al liceo, così come all'università, la propaganda antigovernativa, ma mai sono stato a favore del terrore e della violenza. Al contrario, sono sempre stato per la legge, l'ordine e la costituzione. I ministri russi mi hanno persuaso che il diritto e la legalità in Russia non esistono, e che al loro posto regnano, impunite, l'illegalità, la tirannia e la violenza, contro cui solo con la forza si può lottare ».
Lustig riferì alla stampa clandestina il contenuto della sua arringa. Aveva ammesso la colpa del suo assistito, ma al tempo stesso non si era sottratto dal biasimare il governo. La vita in Russia era anomala, la stampa non lasciava trapelare nulla e nessuno sapeva niente. Le persone fedeli al trono accusavano di tutto le pubblicazioni illegali, e, d'altro canto, coloro che si sentivano insoddisfatti accusavano il potere supremo. Di questi, la maggioranza non reagiva; non così, Balmašëv. Il governo aveva creato i suoi nemici e doveva assumersi le proprie responsabilità quando accadevano tragedie come l'assassinio di Sipjagin.

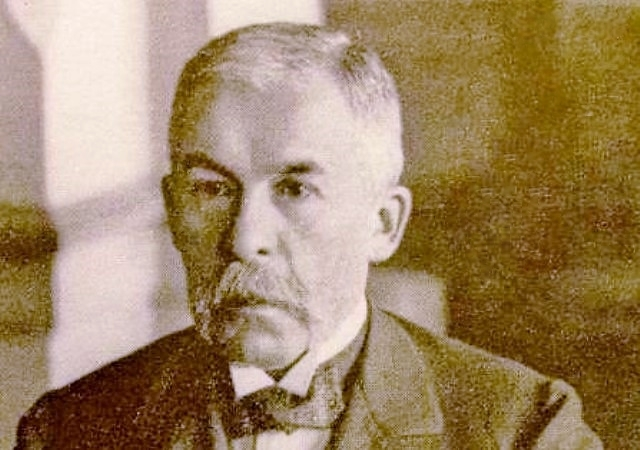
Il vice ministro per gli Affari Interni Pёtr Durnovo

Il tribunale militare condannò Balmašëv a morte. La difesa chiese il processo d'appello, che si svolse il 29 aprile (12 maggio). In questa occasione, Lustig denunciò che uno dei drammi della Russia era che il cittadino non sapeva mai secondo quale legge sarebbe stato giudicato, e questo era un diritto che poteva benissimo convivere con una legislatura severa e inflessibile. Osservò che l'anno prima il maggiorenne Pëtr Karpovič, autore dell'omicidio del ministro dell'Istruzione, era stato condannato da un tribunale civile all'esilio in Siberia, mentre adesso il tribunale militare condannava a morte un ragazzo che, all'epoca del delitto, era minorenne. E in considerazione del fatto che il tribunale militare comminava la pena capitale a un minorenne, «senza alcun fondamento» di tipo giuridico, chiedeva — contro il volere dell'imputato — pietà per Balmašëv. La condanna alla pena di morte per impiccagione fu tuttavia confermata.
La madre di Stepan, assistita da Lustig, presentò la domanda di grazia all'imperatore. Nicola II ordinò al vice ministro per gli Affari Interni, Pёtr Durnovo (1845-1915), di andare da Balmašëv a riferirgli che avrebbe avuto compassione di lui se avesse chiesto il perdono di persona. Durnovo obbedì, ma si trovò a contrastare la fermezza del condannato, che fu categorico: «Vedo che vi costa fatica impiccarmi, uccidermi. Non mi serve la vostra pietà. Chiedo solo: che mi sia data una corda più resistente; voi, non sapete neanche impiccare come si deve». Durnovo disse poi alla madre di Balmašëv, Marija Nikolaevna, che lei «non aveva un figlio, ma una selce».
Fu fatto un ulteriore tentativo con il celebre sacerdote e predicatore Grigorij Petrov (1866-1925), il quale si recò da Balmašëv con l'identico scopo di indurlo a implorare la grazia. Alle sue sollecitazioni, Stepan rispose che era «doveroso andare al supplizio», perché, in caso contrario, sarebbe scoppiata la discordia nel partito. L'uno l'avrebbe accusato, l'altro l'avrebbe difeso, e «tante forze» sarebbero andate perdute per una questione «così insignificante». La sua morte avrebbe, invece, unito tutti.

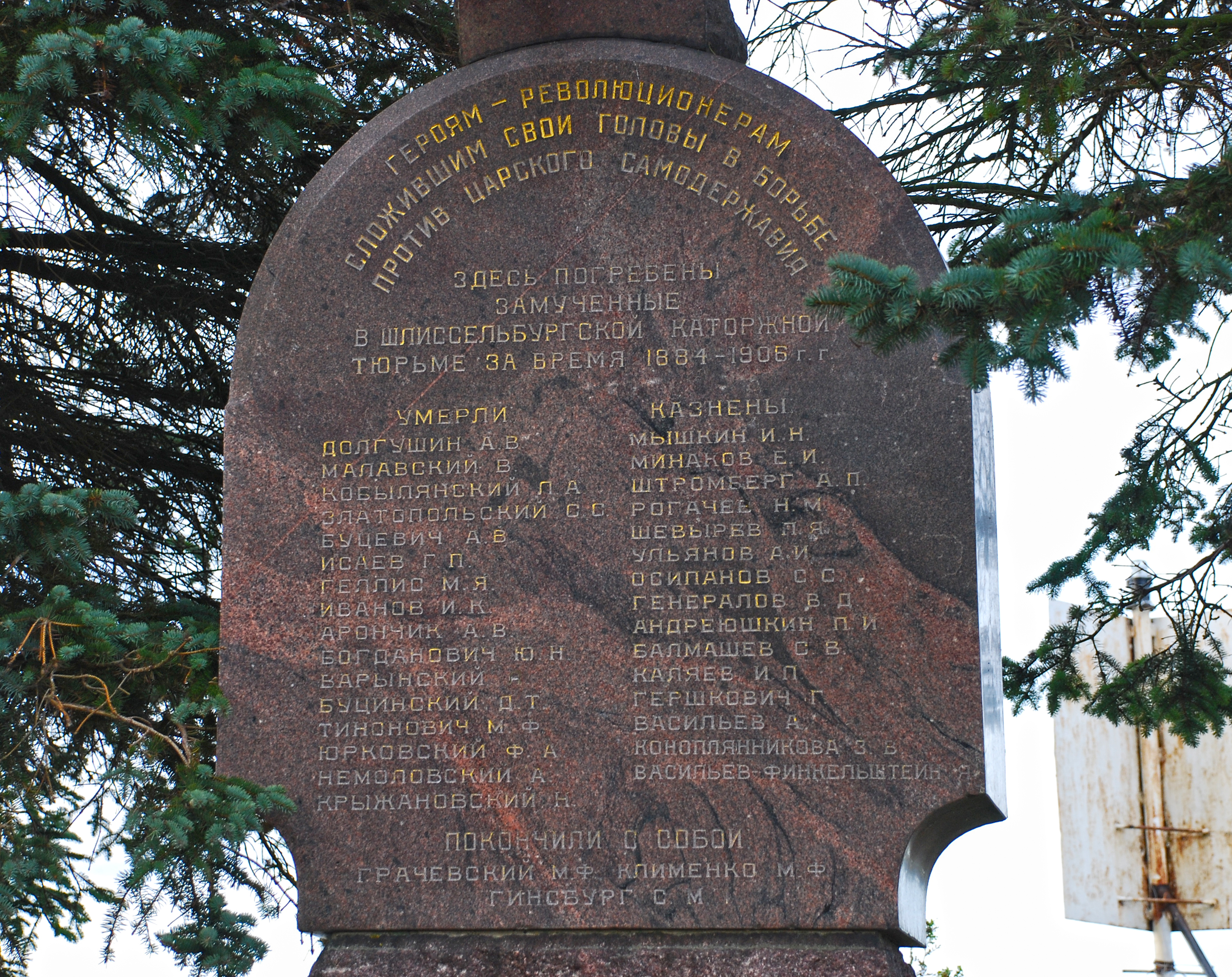
Particolare della stele in memoria dei trentaquattro rivoluzionari deceduti nella fortezza di Šlissel'burg, eretta sul luogo della comune sepoltura. Nella colonna di destra, che elenca i quindici kazneny (giustiziati), il nome di Balmašëv è il decimo

All'alba del 3 (16) maggio 1902, Stepan Balmašëv fu impiccato nella fortezza di Šlissel'burg. Al patibolo era stato scortato dal colonnello della gendarmeria Jakovlev, che già il 3 (15) aprile 1881, il giorno della sua nascita, aveva condotto al capestro Željabov e la Perovskaja. Fu Jakovlev a riportare i dettagli dell'esecuzione al comandante del Corpo dei gendarmi in un telegramma cifrato e in un rapporto dettagliato pubblicato solo nel 1930. In quest'ultimo s'informa:
« In aggiunta al telegramma № 81, nella presente dichiaro a Vostra Eccellenza che, alle ore 4.00 di mattina, è stata eseguita la sentenza di morte del criminale di Stato, il nobile S. V. Balmašëv, secondo l'articolo 963 del Codice di procedura penale. Mezz'ora prima dell'esecuzione a Balmašëv è stato proposto di vedere il sacerdote per accomiatarsi dalla vita, ma lui ha rifiutato, dichiarando: ″Non voglio″, e nonostante il sacerdote lo abbia accompagnato sul luogo dell'esecuzione, Balmašëv ha anche rifiutato di baciare la Sacra Croce, dicendo: ″Con le pratiche ipocrite non gradisco avere a che fare″. Quanto all'esecuzione della condanna a morte per impiccagione, egli è rimasto sulla forca, non rimosso, per venticinque minuti, dopo di che, alla dichiarazione di morte, fattami dal medico di divisione Rudnev, il cadavere dell'impiccato è stato deposto in una bara e, stasera, sarà consegnato per la sepoltura sul luogo dell'esecuzione, avvenuta nel cortiletto della vecchia prigione.
Il padre di Balmašëv, Valerian Aleksandrovič, rientrò a Saratov dall'esilio, nell'estate del 1902, e il 23 ottobre (5 novembre) dell'anno seguente, morì. Un corteo di alcune migliaia di concittadini condusse la bara al cimitero. Su una delle tante corone era scritto: «A un padre degno di un grande figlio».